# 마르첼로 바차렐리
마르첼로 필리포 안토니오 피에트로 프란체스코 바차렐리(이탈리아어: Marcello Filippo Antonio Pietro Francesco Bacciarelli, 폴란드어: Marceli Filip Antoni Bacciarelli 마르첼리 필리프 안토니 바차렐리[*], 1731년 2월 16일 이탈리아 로마 ~ 1818년 1월 5일 폴란드 바르샤바)는 이탈리아와 폴란드의 화가이다. 바로크 양식과 고전주의를 대표하는 화가로 여겨진다.
이탈리아 로마에서 태어나서 이탈리아의 화가인 마르코 베네피알로부터 미술 교육을 받았다. 1750년에는 작센 선제후국의 지배를 받고 있던 드레스덴에서 활동한 이탈리아의 건축가인 제타노 키아베리의 추천을 받아 폴란드 왕국의 국왕이자 작센 선제후였던 아우구스트 3세의 궁정 화가로 임명되었다. 아우구스트 3세가 승하한 이후에는 오스트리아 빈으로 이주했고 나중에 폴란드 바르샤바로 이주하게 된다. 1766년부터 폴란드의 스타니스와프 아우구스트 포니아토프스키 국왕의 궁정 화가로 활동했고 1768년에는 바르샤바 예술원장, 폴란드 왕립 건축물 단지국장으로 임명되었다.
작센 드레스덴에서 미니어처 초상화 전문 화가였던 페데리카 리히터와 결혼했으며 오스트리아 빈에서 합스부르크가 왕족들의 초상화를 제작했다. 폴란드 바르샤바에서는 볼레스와프 1세 흐로브리부터 스타니스와프 아우구스트 포니아토프스키에 이르는 폴란드의 역대 군주들을 묘사한 초상화를 제작했고 폴란드의 역사에서 문화적으로 중요한 장면들을 그림에 묘사했다. 바차렐리는 얀 피오트르 노르블랭(Jan Piotr Norblin)과 함께 미술사학자들에게 폴란드 국립 미술학교의 선구자로 인정받고 있다.